# 古代山城

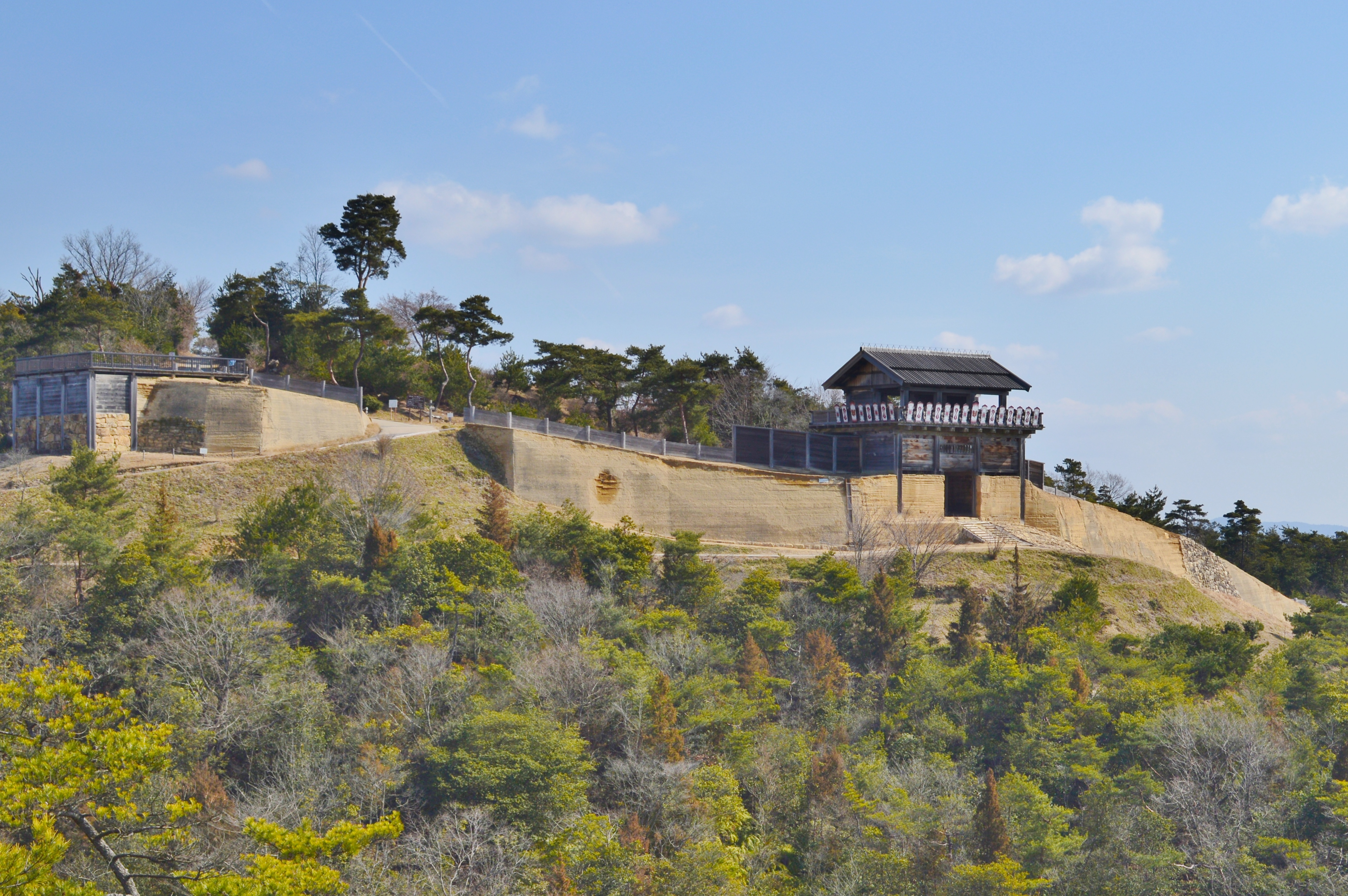
古代山城鬼之城的复原建筑

古代山城（日语：／）指日本古代的山城。主要分布于九州地方北部和濑户内地方、近畿地方。
古代山城是近年来使用的考古学术语，已经有一定认知程度的“朝鲜式山城”和“神笼石”这两类遗迹的都属于古代山城。日本在7世纪以前并无修筑此类山城的需求，也缺乏相关的技术积累，古代山城的修建使用了百济人和百济后裔的技术:26。
山城指依托山丘地形地形建造的城，是江户时代的日本军事学家按地形对城所做的分类之一。

## 考古学定义
| 大宰府 · ｜—朝仓宫？                                                                                 | 近江大津宫大宰府 |
| 古代山城分布图 左图为九州本岛部分，右为九州本岛以外部分。 绿色为见于史书的城，蓝色为不见于史书的城。 |                  |

古代山城是对飞鸟时代至奈良时代的以应对朝鲜半岛、中国方面的军事威胁为目的而在日本西部各地建设的防御设施的统称。
古代山城共有28座，细分为3类：朝鲜式山城11座、中国式山城1座、神笼石系山城16座。其中朝鲜式山城和中国式山城都是见于古代文献的:148-170。古代山城以一座山丘为防御设施，在山顶附近规划并建设土垒、石垒，规模较大，通常土垒、石垒的外郭线周长数公里。这些山城在进入中世纪（武家时代）后失去军事作用而废弃，其中有一些城的遗迹上建立了神社、寺庙，沿袭至今:148-170。
在过去的研究中，曾经把见于古代文献的山城称为朝鲜式山城（天智纪山城），不见于古代文献的山城称为神笼石系山城（神笼石式山城），但近年来考古发掘的成果使得两者的区别越来越不明显，故而有了以古代山城统称的做法。

## 分类

### 广义朝鲜式山城

#### 狭义朝鲜式山城

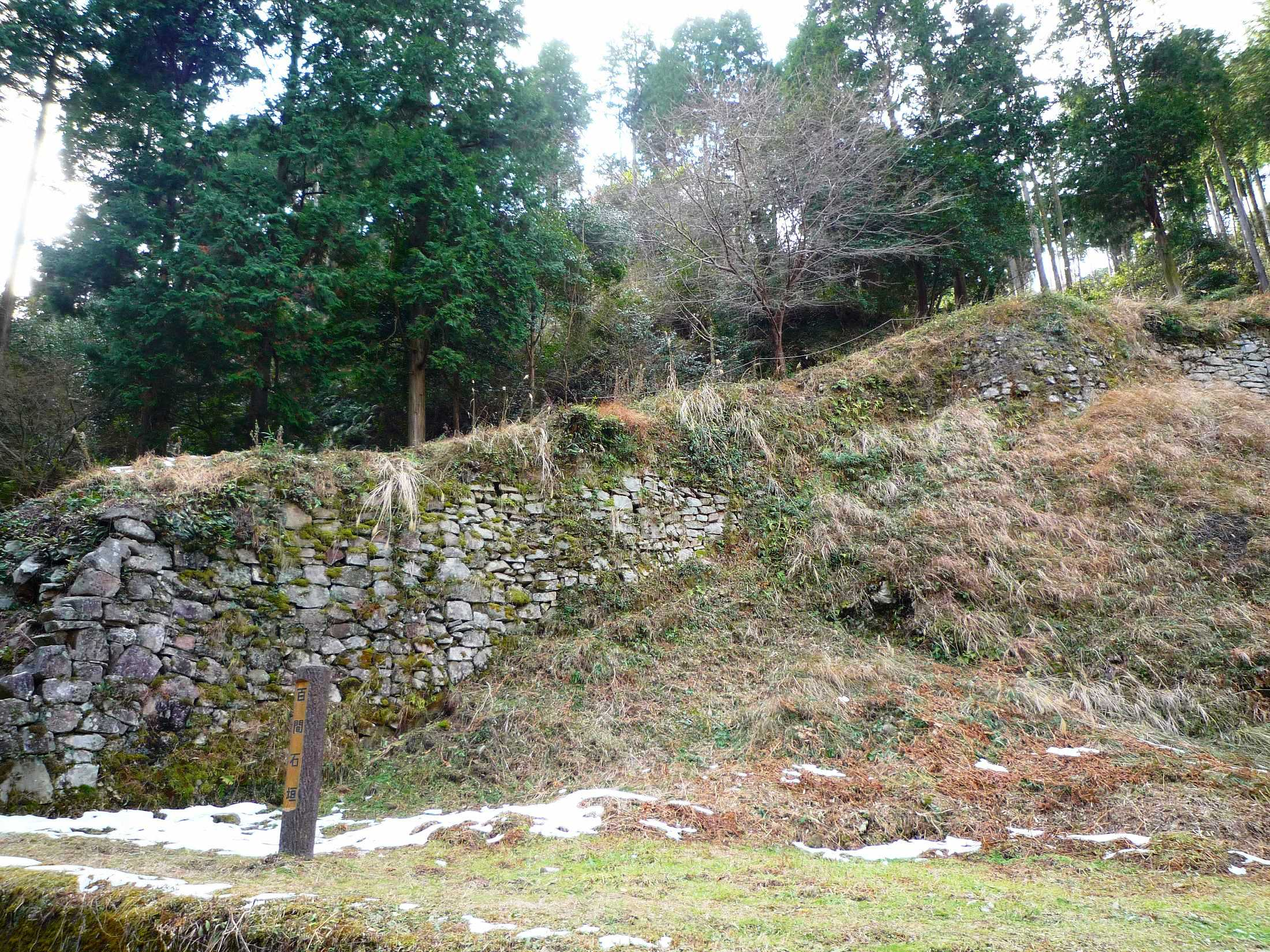
朝鲜式山城大野城遗址

公元663年（天智天皇2年）8月，倭军在败北于白村江之战后，在百济将军的指导下建立了一些山城。朝鲜式山城即得名于此。《日本书纪》的说法则是665年8月，由百济将军答㶱春初于长门筑城，百济将军忆礼福留、四比福夫在筑紫修筑了大野城、椽城。朝鲜式山城筑城的活动与迁都到近江大津宫、兴建水城一样，都是为了防备唐和新罗的进攻:148-170。
古代文献所记载的狭义朝鲜式山城有11座，其中有5座具体位置尚未确定。具体位置已确定的城有石垒、土垒、建筑物遗迹等考古发现:148-170。

#### 神笼石系山城

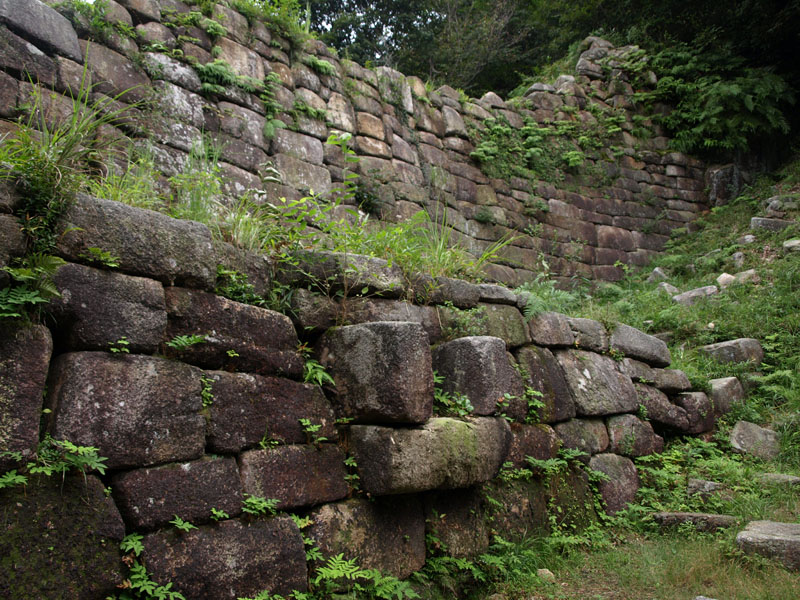
神笼石系山城御所之谷神笼石遗迹

神笼石系山城得名于最早发现的高良山的遗迹的名称：神笼石。随着类似遗迹的发现，关于其功能曾经有宗教性的灵域说和军事性的山城说两种解释，后来山城说成为主流。作为山城，其技术源头也来自于百济，因此也有将神笼石系山城划入广义朝鲜式山城范畴的理论，与中国式山城对立。目前已发现的神笼石系山城遗址有16处。其遗构具有以下特征：围绕土垒排布切割过的石块以防止水土流失，石块所包围的范围内侧基本没有建筑物遗迹:148-170。
这一类山城由于能够判明年代的出土物较少，故而其存在的年代也难以确证。有学说认为其主要存在时间与朝鲜式山城相仿，大约在7世纪后半，但并未得到公认。朝鲜式山城与神笼石系山城的年代前后关系仍然是研究的关注点:148-170。

### 中国式山城

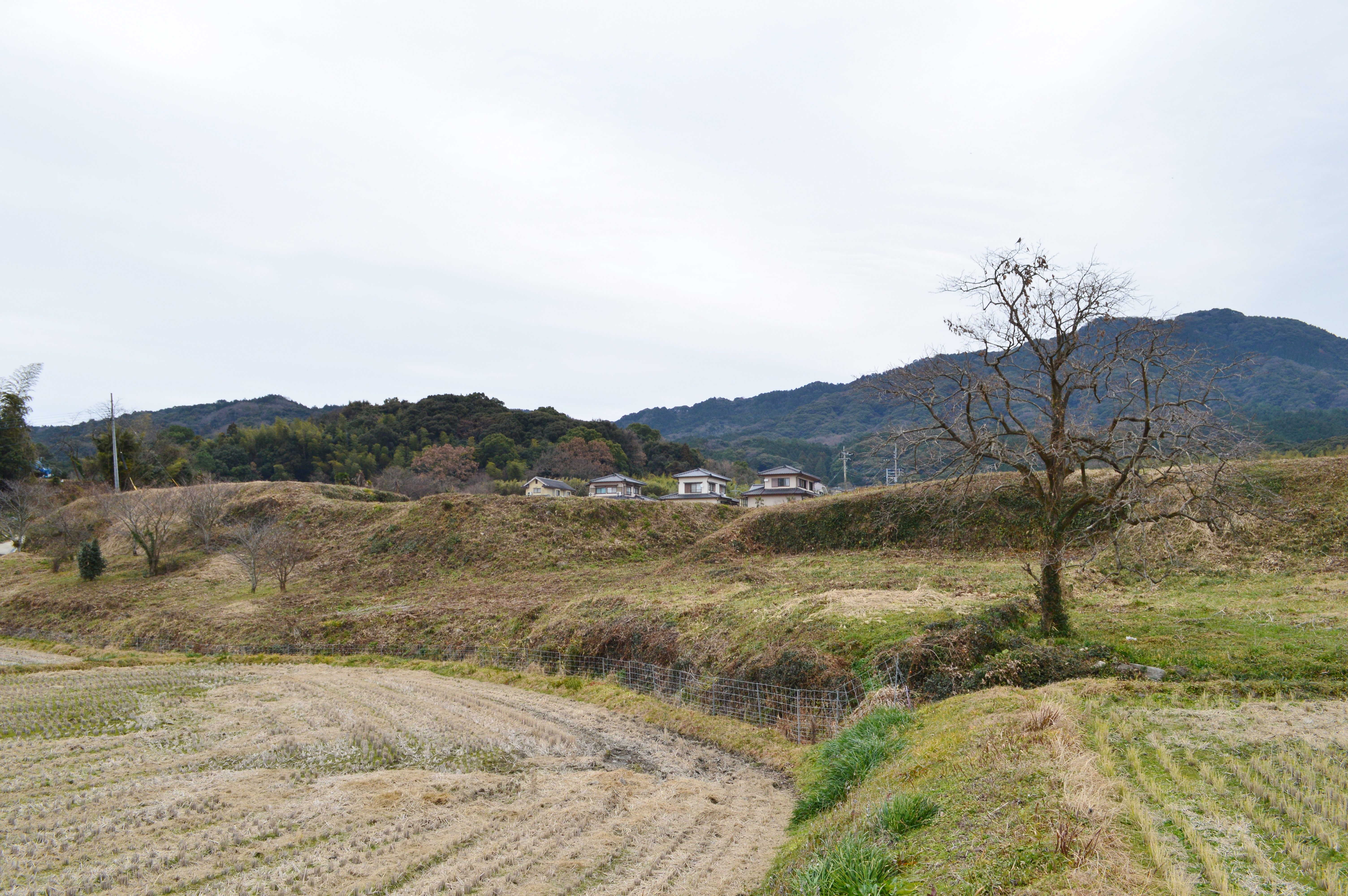
中国式山城怡土城遗迹

也称为大陆式山城。指见于文献记载但风格上并非朝鲜式的怡土城。该城筑城时代（8世纪中叶）较朝鲜式山城晚（7世纪后半），筑城目的有两说：因唐朝发生安史之乱而做的防御准备和为藤原仲麻吕的新罗征讨计划所建立的据点。在该城修筑时，应用了吉备真备入唐所学的知识，故而具有中国风格。遗构有土垒、望楼遗迹、城门遗迹等:148-170。
怡土城与朝鲜式山城的结构有一个明显区别：弧线形的城墙修建在开阔山坡斜面下方，使得发生战斗的时候可以清楚地瞭望城内扇形的范围。这体现出了中国式山城较朝鲜式山城更具攻击性。

## 古代山城列表

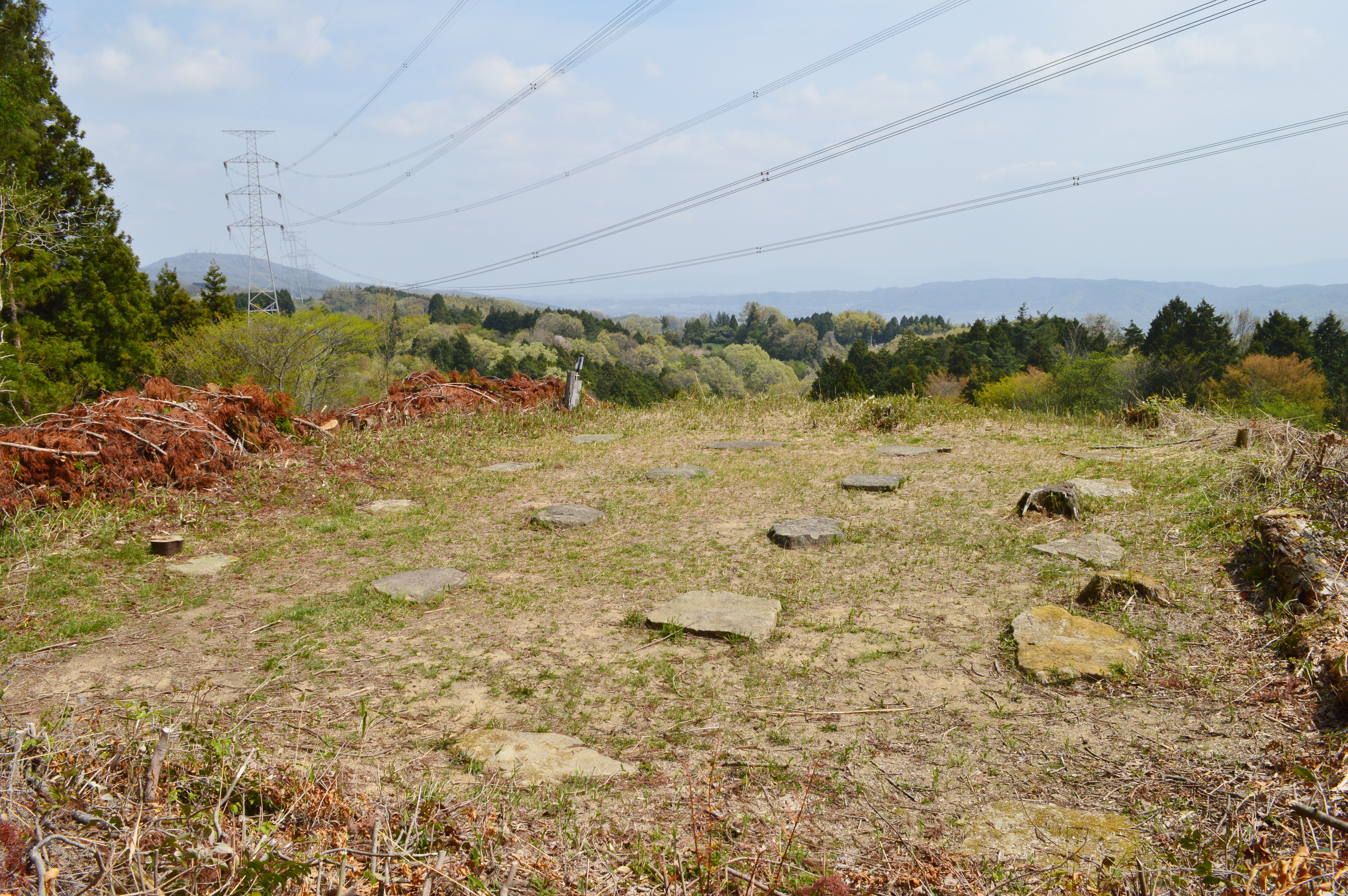
高安城址
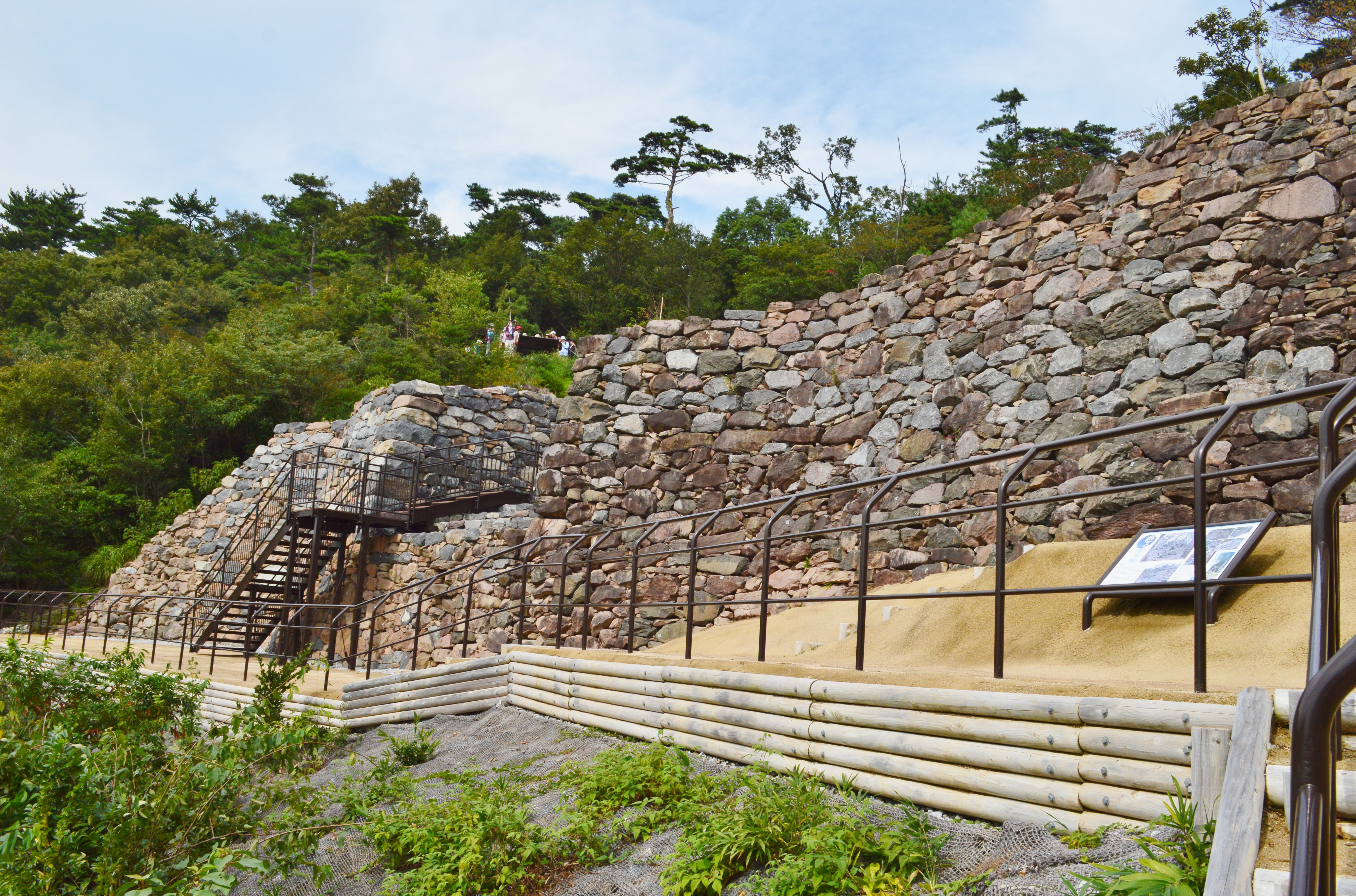
屋岛城址
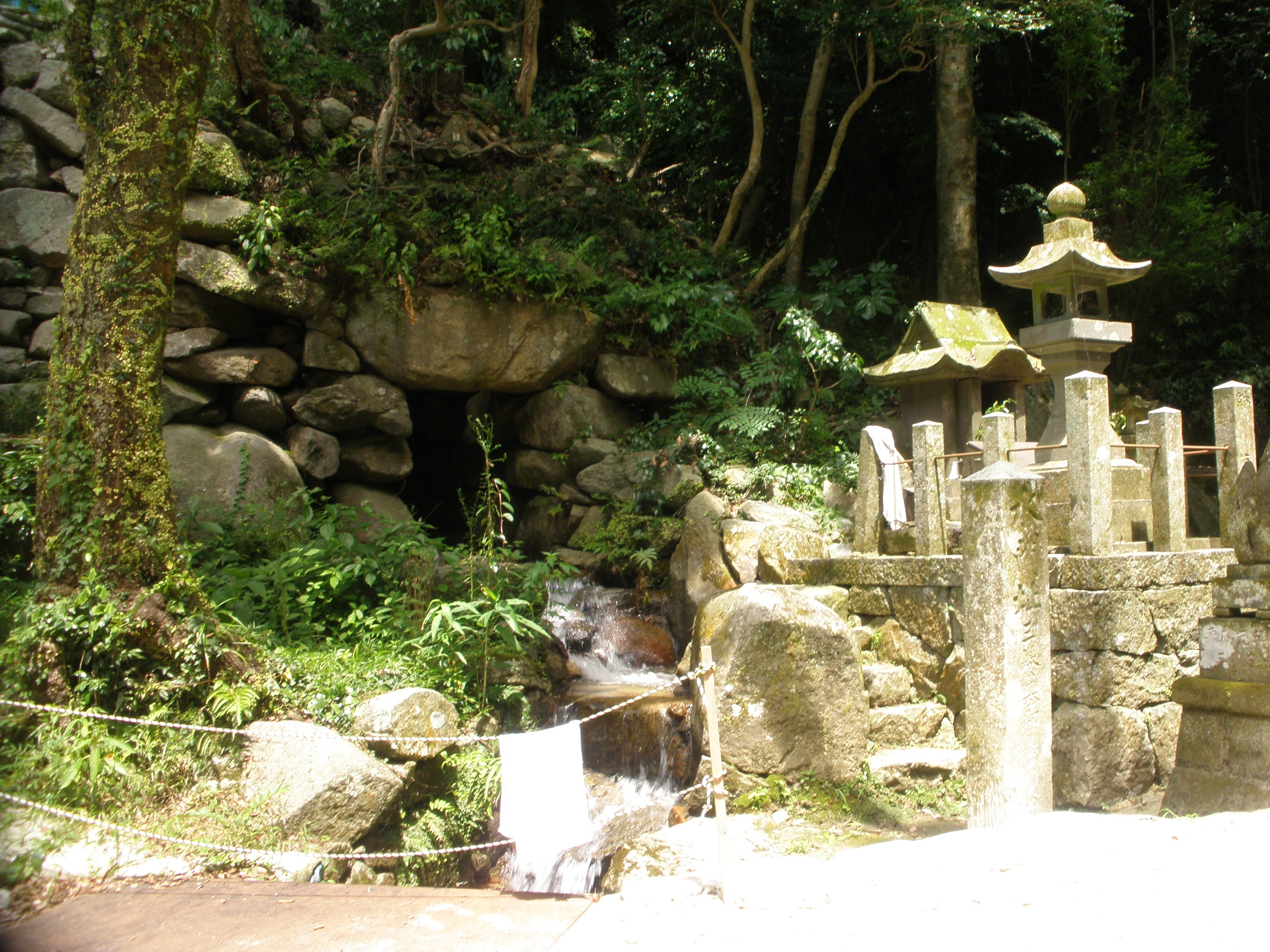
基肄城址
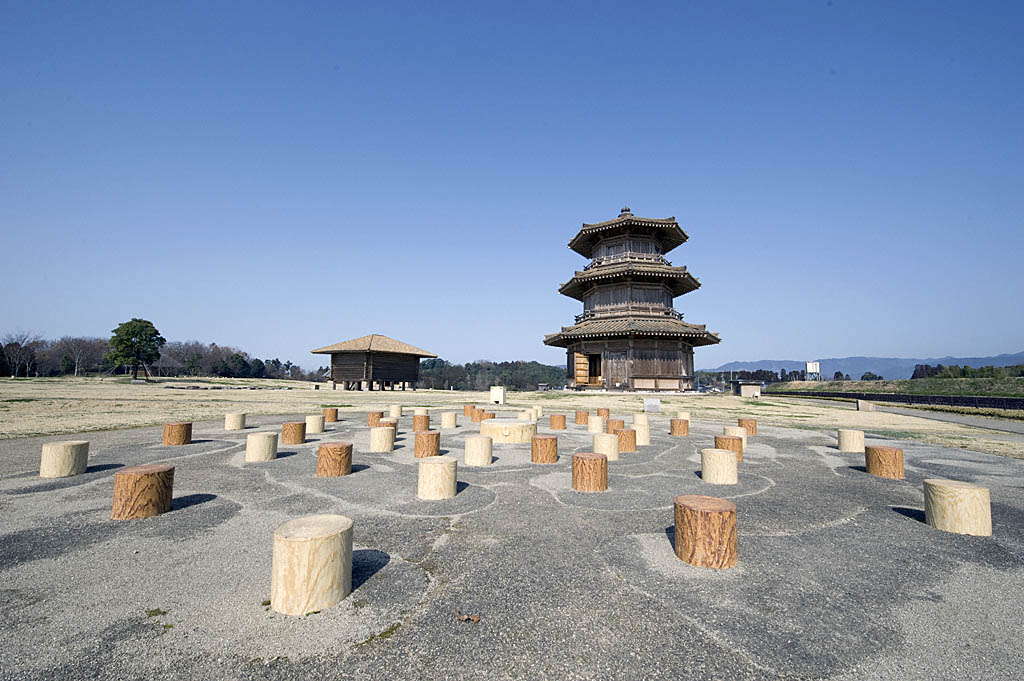
鞠智城址
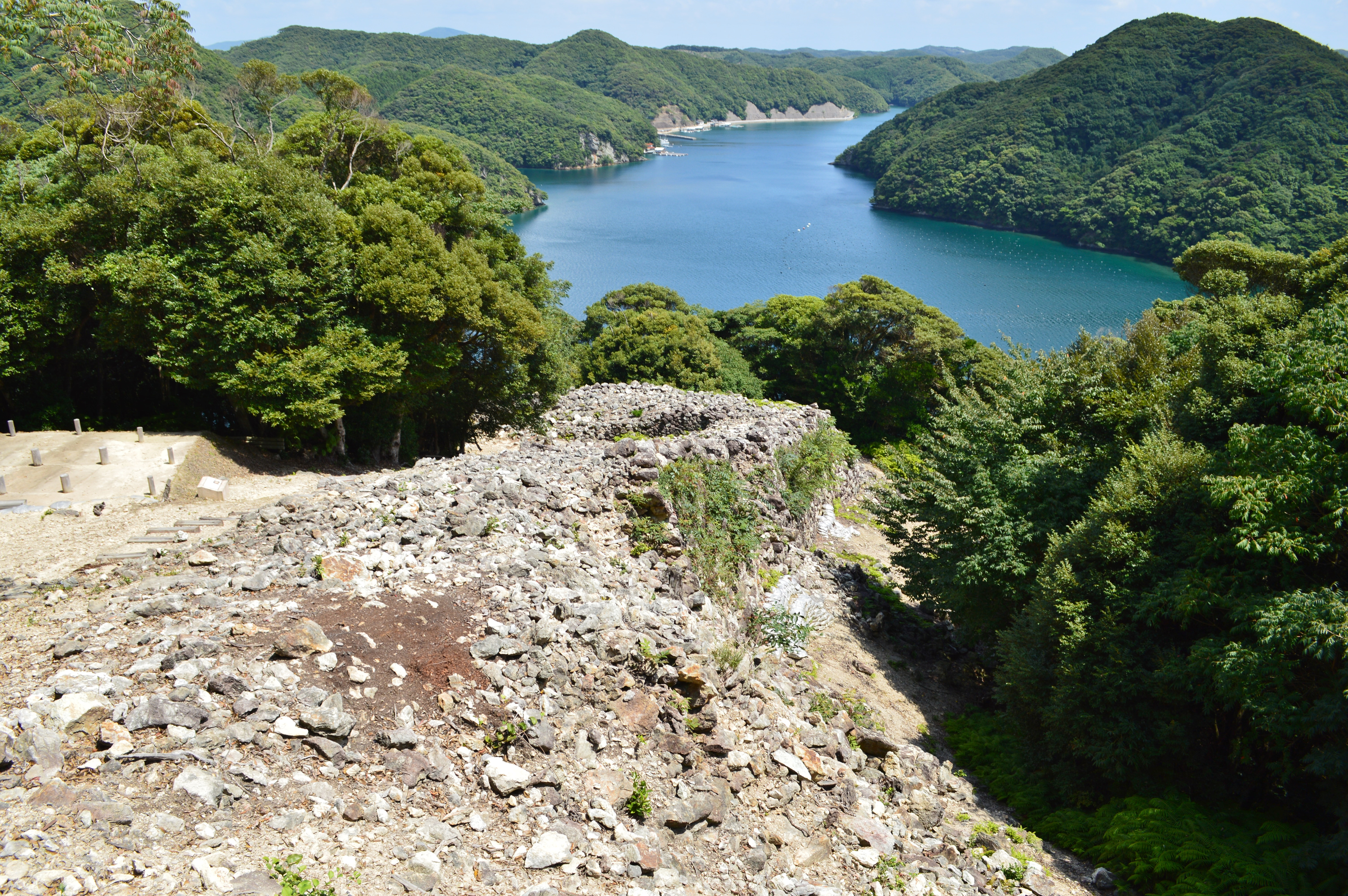
金田城址
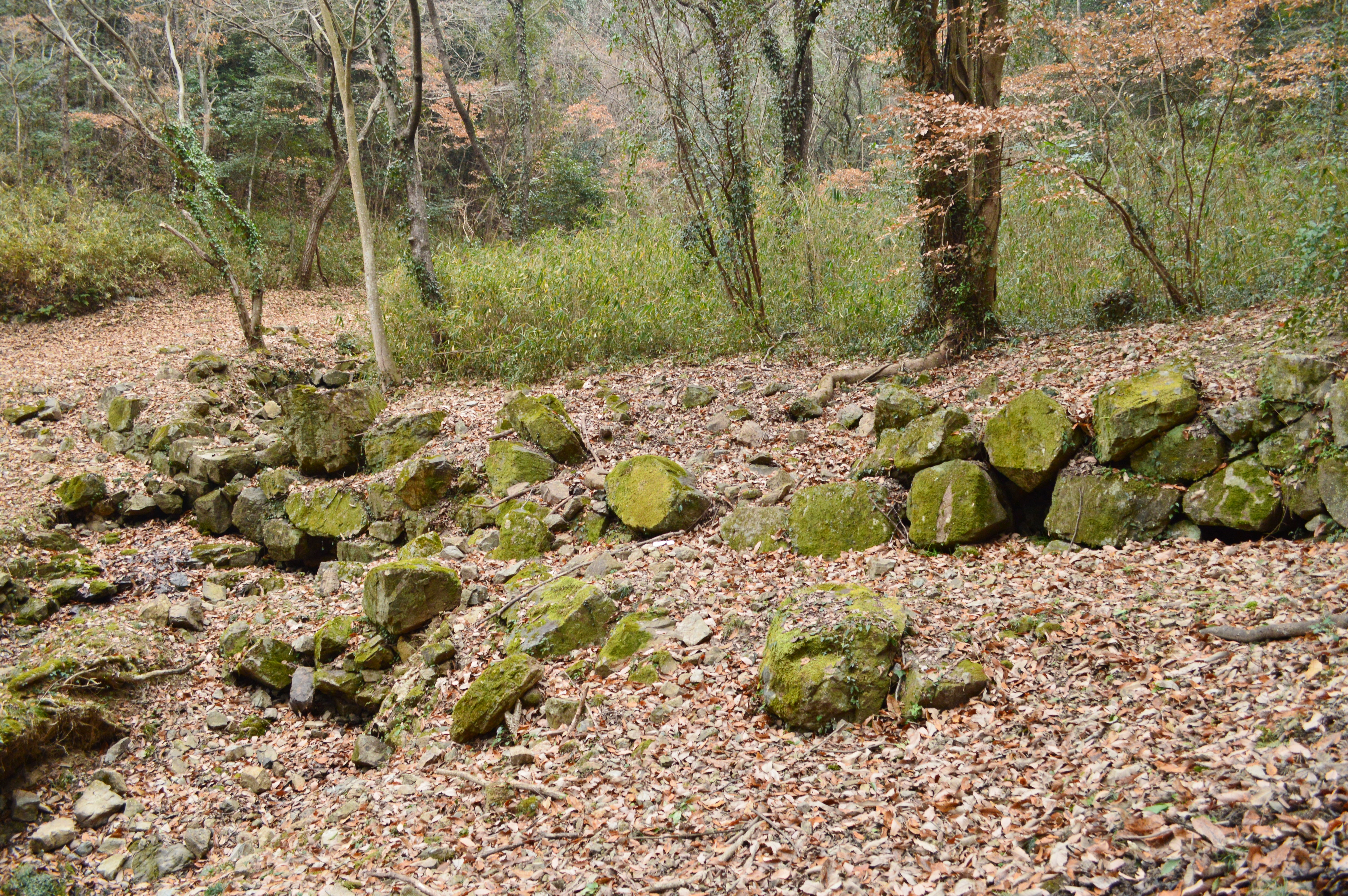
大回小回山城址
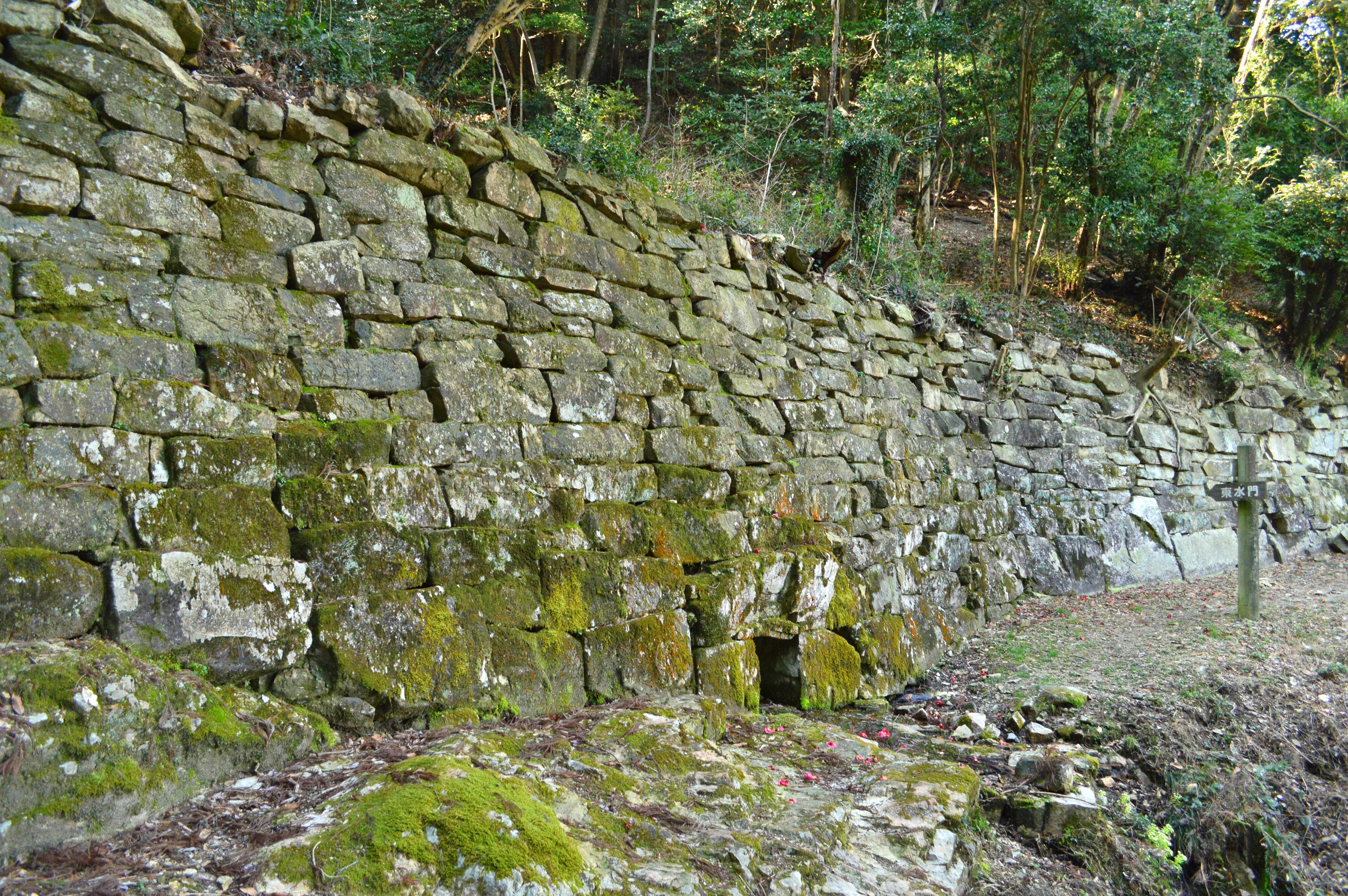
石城山城址
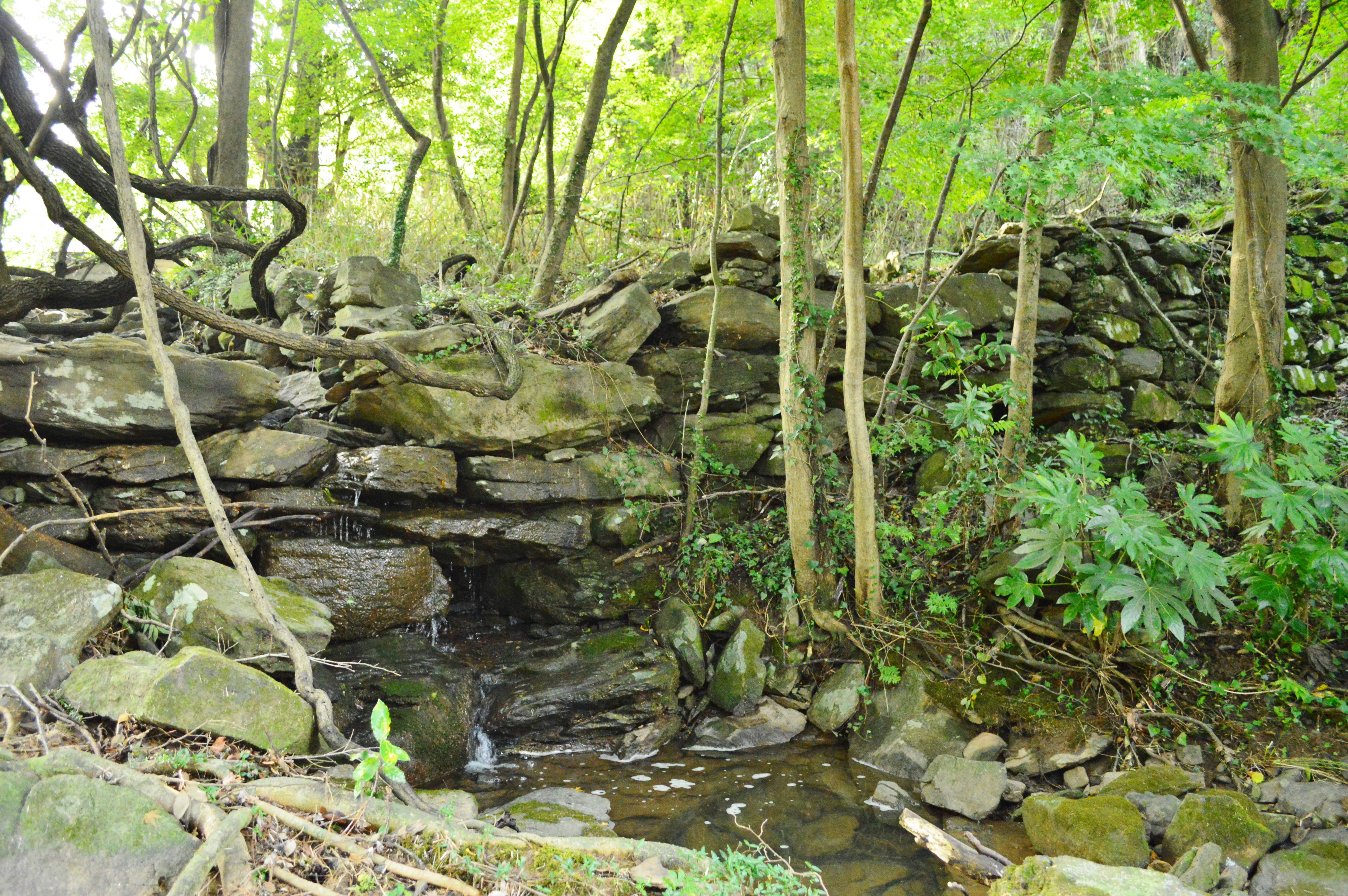
赞岐城山城址
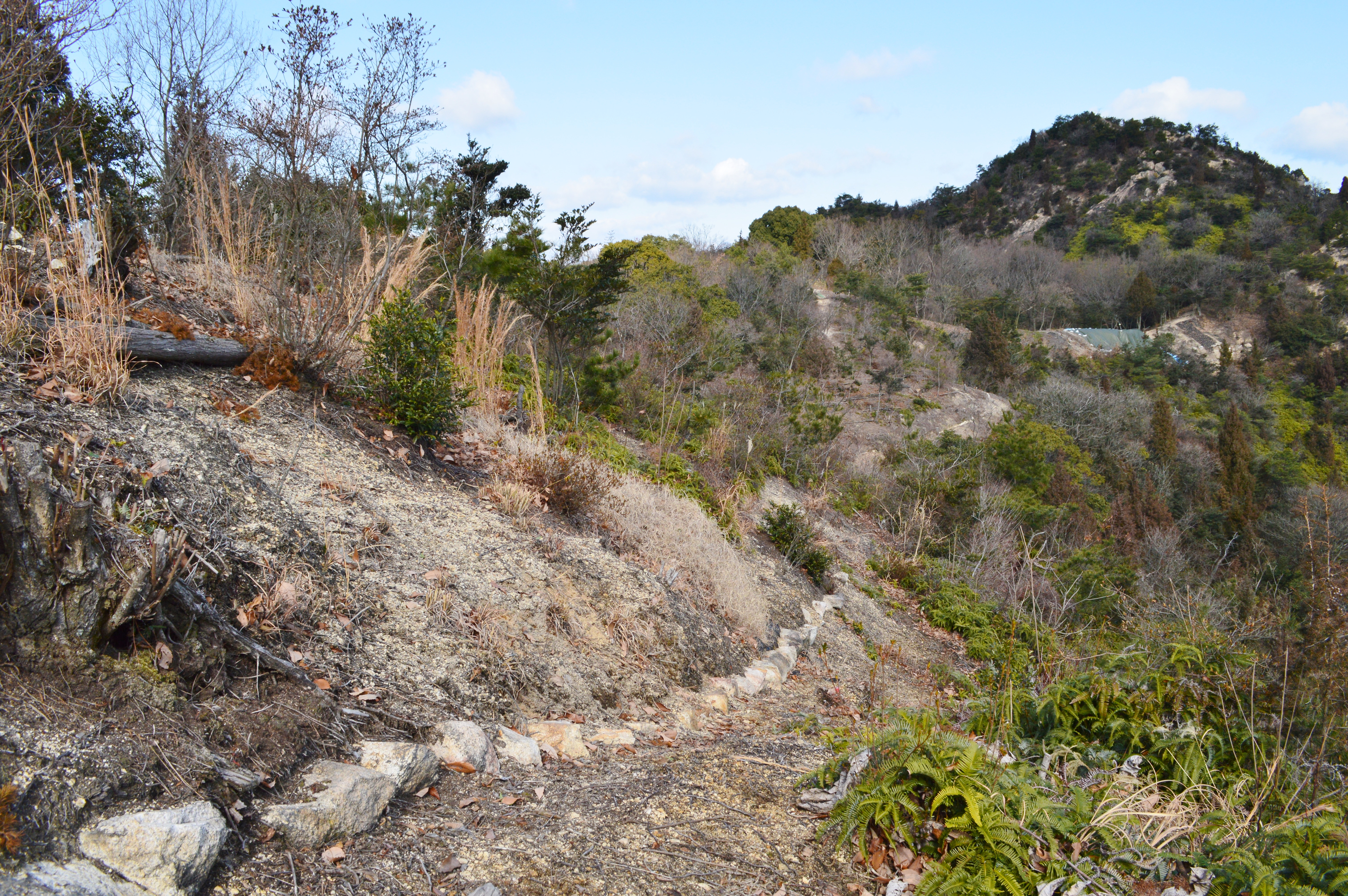
永纳山城址
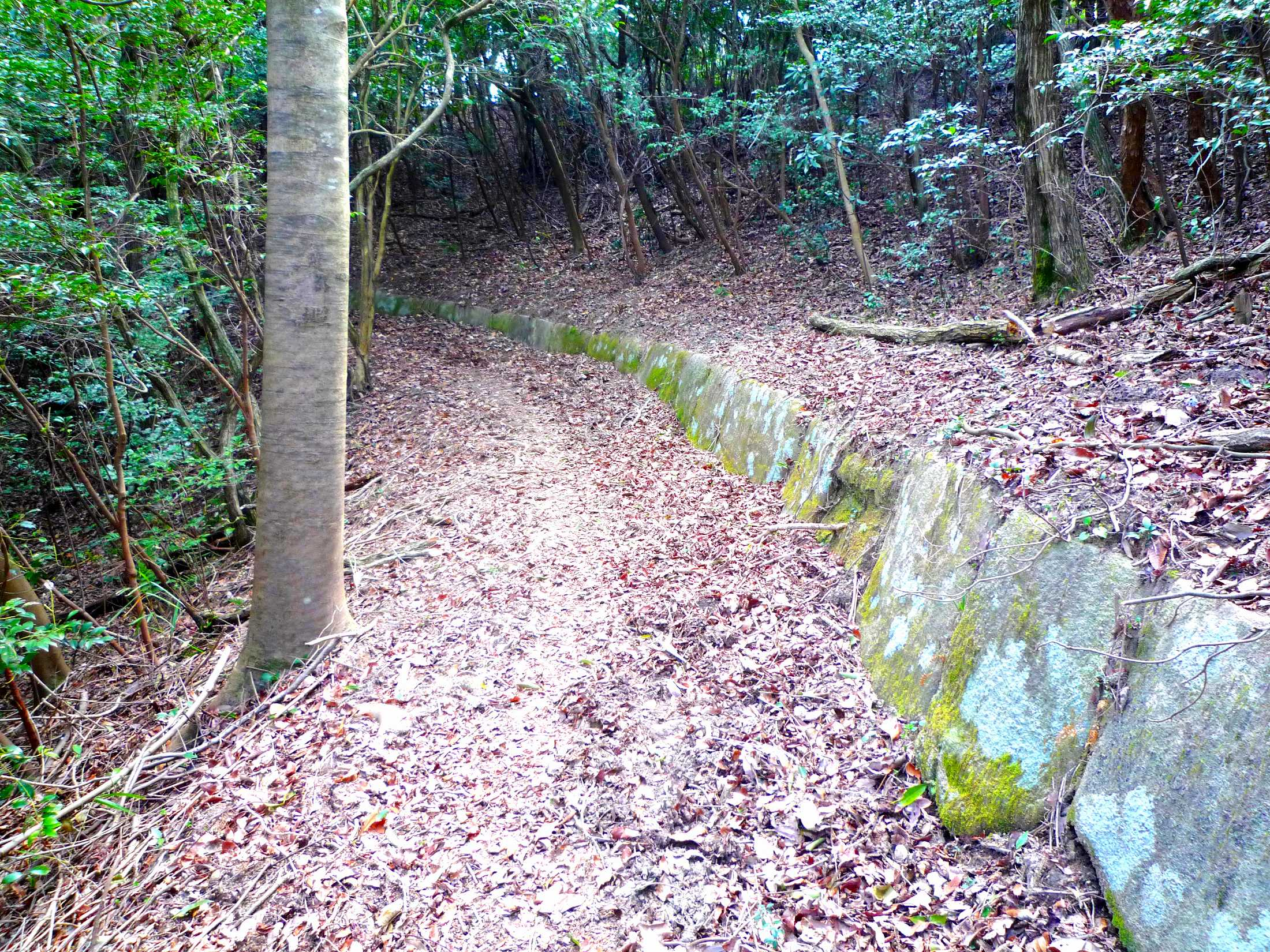
鹿毛马城址
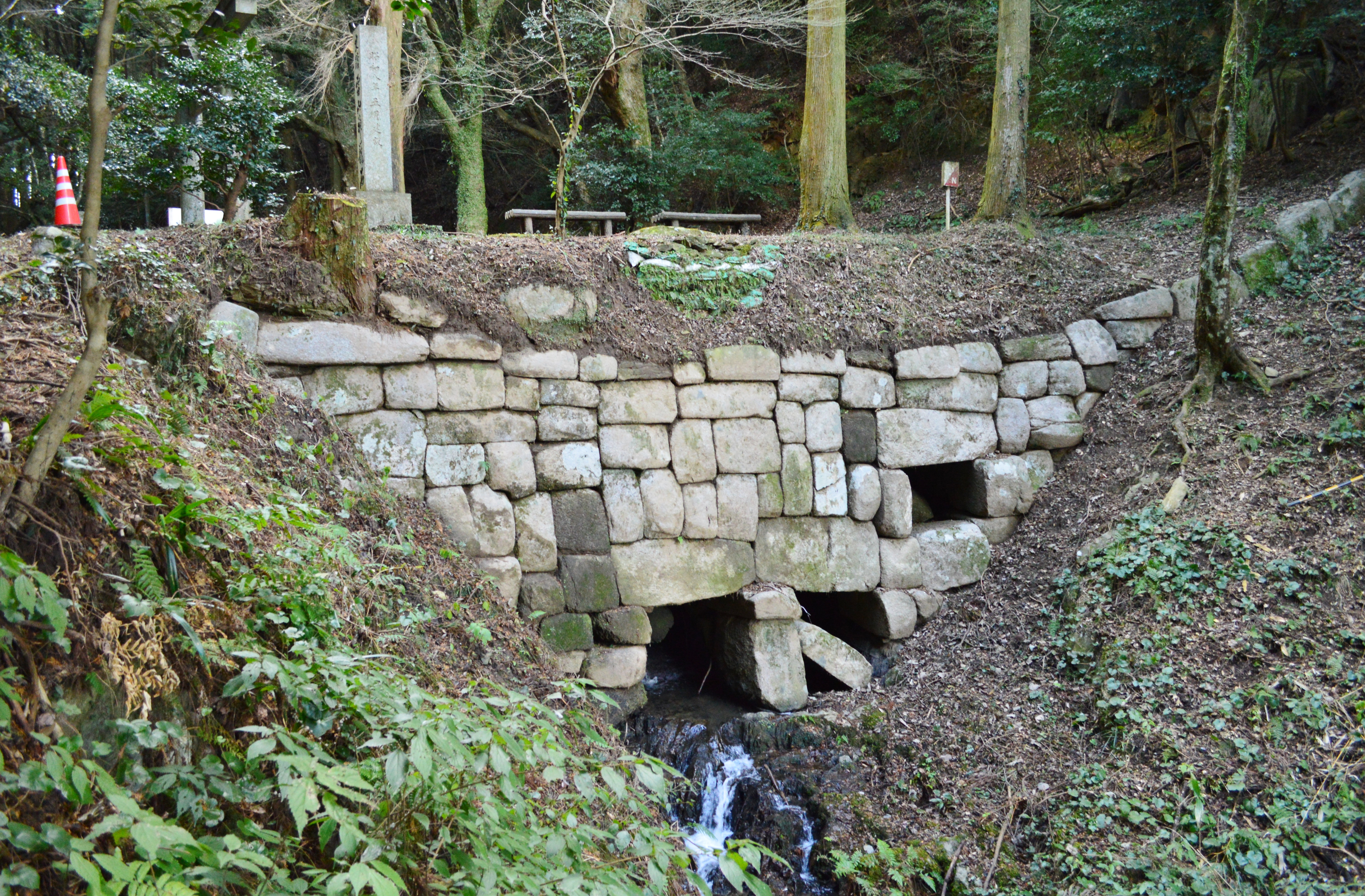
雷山城址
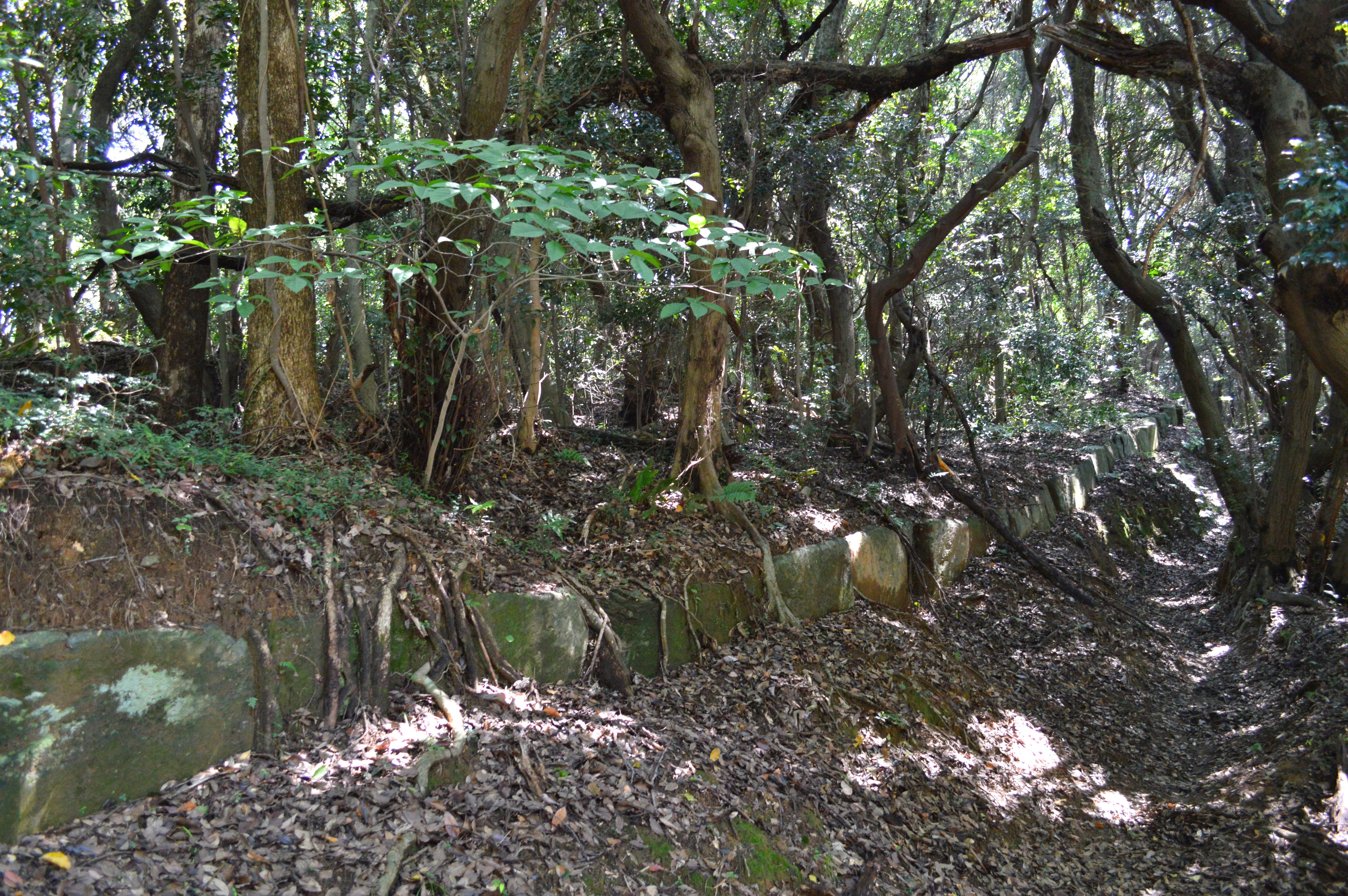
高良山城址
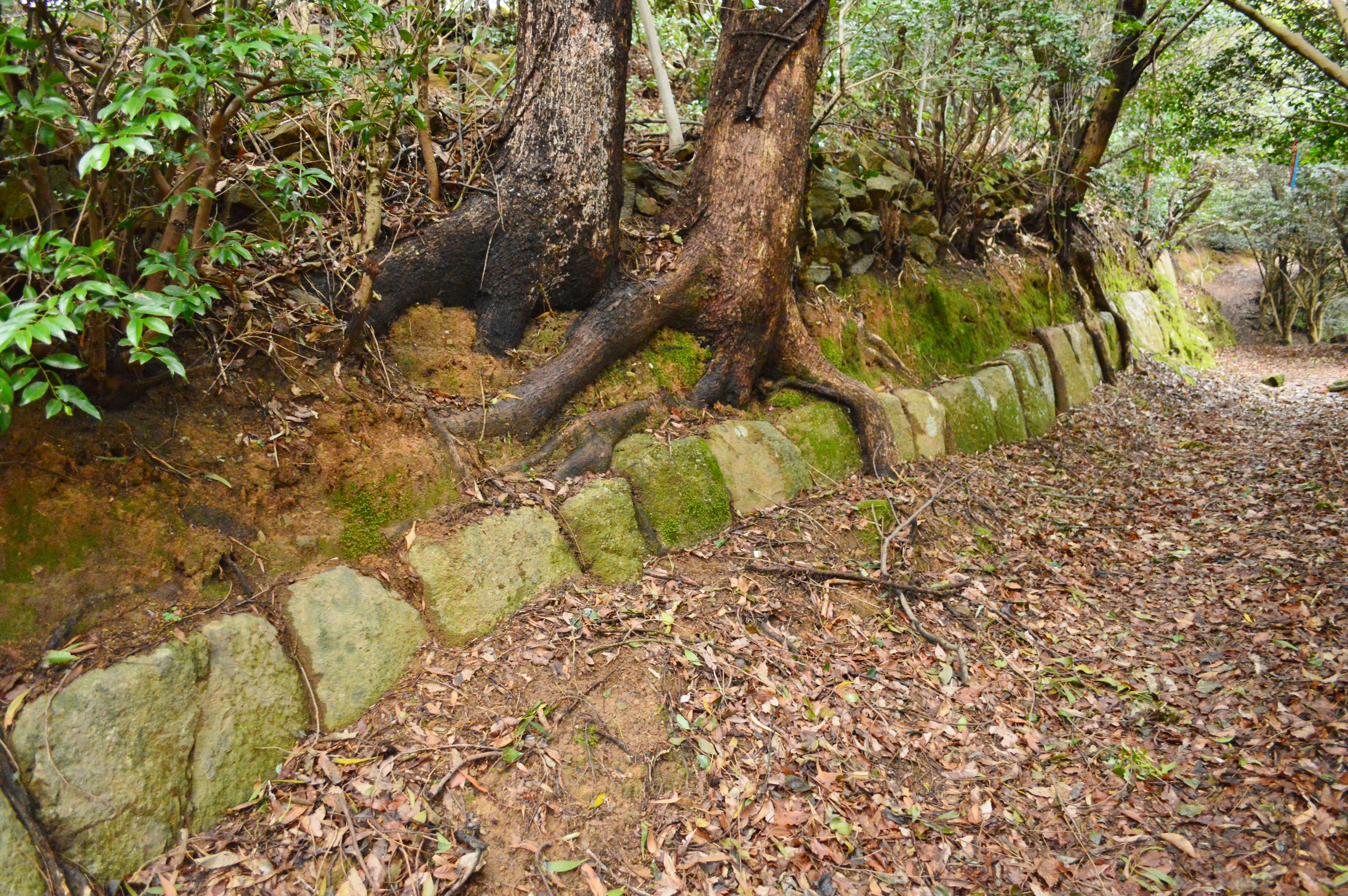
女山城址
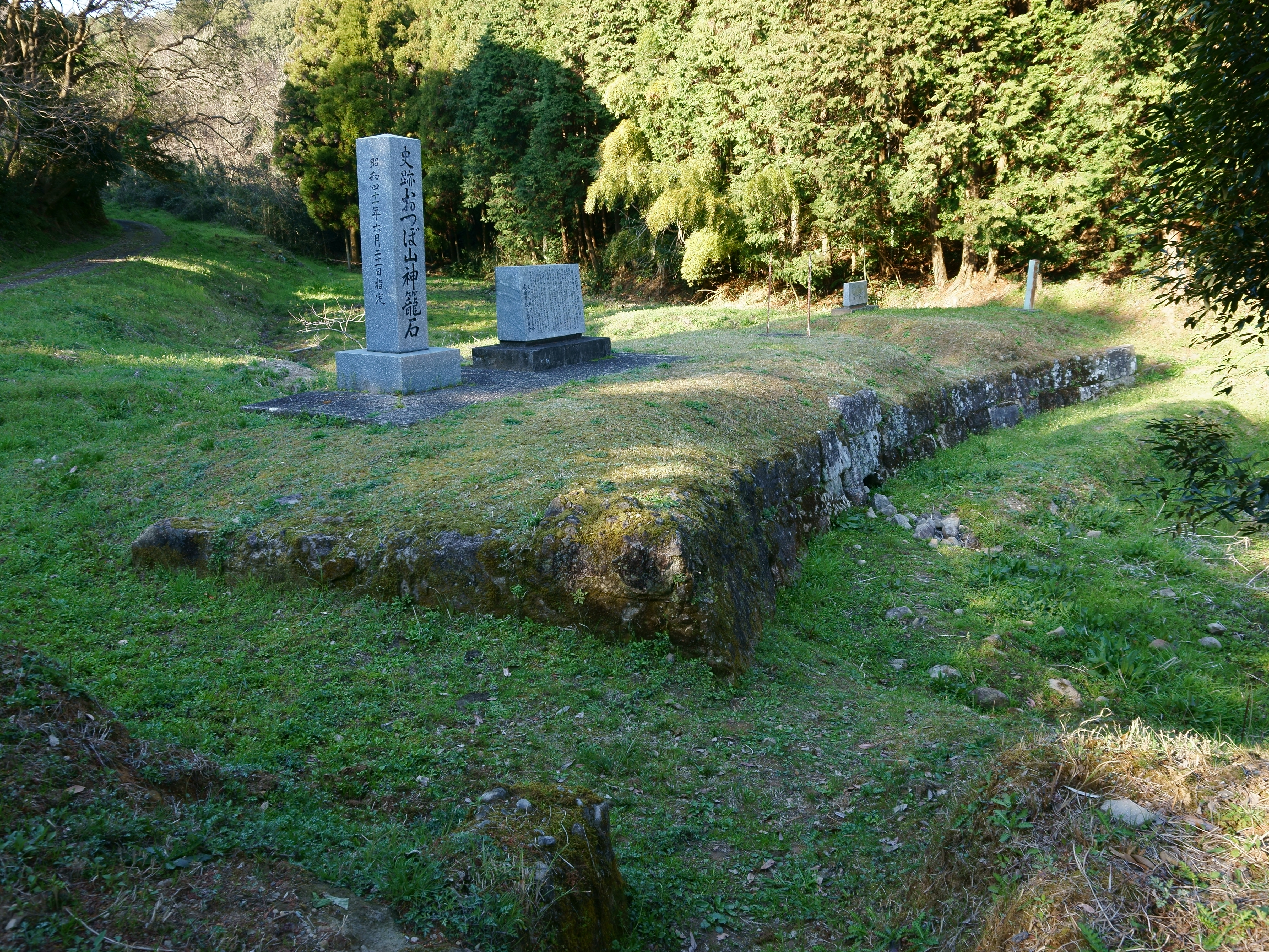
Otsubo山城址

下表列出日本所有的古代山城。“古籍所载”一列为日本史书中相关事件的发生年代。“指定史迹信息”为日本政府指定史迹相关信息，包括登录的史迹名称、史迹类别、登录时间、网页链接。
| 地方                           | 国     | 名称               | 所在地                                 | 经纬度                                                    | 古籍所载                                                                              | 史迹登录信息   | 史迹登录信息 | 史迹登录信息 | 史迹登录信息           |
| 地方                           | 国     | 名称               | 所在地                                 | 经纬度                                                    | 古籍所载                                                                              | 名称           | 类别         | 登录年分     | 网页链接               |
| ------------------------------ | ------ | ------------------ | -------------------------------------- | --------------------------------------------------------- | ------------------------------------------------------------------------------------- | -------------- | ------------ | ------------ | ---------------------- |
| 狭义朝鲜式山城/天智纪山城      |        |                    |                                        |                                                           |                                                                                       |                |              |              |                        |
| 畿内                           | 大和国 | 高安城             | 奈良县生驹郡平群町 大阪府八尾市        | 34°36′56.67″N 135°39′42.26″E / 34.6157417°N 135.6617389°E | 筑城：天智天皇6年（667年） 修缮、扩建：天智天皇8年（669年）等 废城：大宝元年（701年） | 无             | 无           | 无           | 无                     |
| 濑户内                         | 备后国 | 茨城               | （推定）广岛县福山市                   |                                                           | 废城：养老3年（719年）                                                                | 无             | 无           | 无           | 无                     |
| 濑户内                         | 备后国 | 常城 (日本)        | （推定）广岛县府中市                   |                                                           | 废城：养老3年（719年）                                                                | 无             | 无           | 无           | 无                     |
| 濑户内                         | 长门国 | 城名未载（长门城） | （推定）山口县下关市                   |                                                           | 筑城：天智天皇4年（665年） 筑城：天智天皇9年（670年）                                 | 无             | 无           | 无           | 无                     |
| 濑户内                         | 国     | 屋岛城             | 香川县高松市                           | 34°22′23.18″N 134°5′52.28″E / 34.3731056°N 134.0978556°E  | 废城：天智天皇6年（667年）                                                            | 屋岛           | 国家史迹     | 1934年       | （页面存档备份，存于） |
| 九州                           | 筑前国 | 大野城             | 福冈县大野城市、太宰府市、糟屋郡宇美町 | 33°32′23.29″N 130°31′19.89″E / 33.5398028°N 130.5221917°E | 筑城：天智天皇4年（665年） 修缮、扩建：文武天皇2年（698年）                           | 大野城址       | 国家特別史迹 | 1932年       | （页面存档备份，存于） |
| 九州                           | 筑前国 | 基肄城             | 佐贺县三养基郡基山町                   | 33°26′39.34″N 130°30′36.23″E / 33.4442611°N 130.5100639°E | 筑城：天智天皇4年（665年） 修缮、扩建：文武天皇2年（698年）                           | 基肄（椽）城址 | 国家特別史迹 | 1937年       | （页面存档备份，存于） |
| 九州                           | 肥后国 | 鞠智城             | 熊本县山鹿市、菊池市                   | 33°0′10.49″N 130°47′0.73″E / 33.0029139°N 130.7835361°E   | 修缮、扩建：文武天皇2年（698年）                                                      | 鞠智城址       | 国家史迹     | 2004年       | （页面存档备份，存于） |
| 九州                           | 对马国 | 金田城             | 長崎县对马市                           | 34°18′2.91″N 129°16′24.29″E / 34.3008083°N 129.2734139°E  | 筑城：天智天皇6年（667年）                                                            | 金田城址       | 国家特別史迹 | 1982年       | （页面存档备份，存于） |
| 不明                           | 不明   | 三野城             | 不明:176-177                           |                                                           | 修缮：文武天皇3年（699年）                                                            | 无             | 无           | 无           | 无                     |
| 不明                           | 不明   | 稻积城             | 不明:176-177                           |                                                           | 修缮：文武天皇3年（699年）                                                            | 无             | 无           | 无           | 无                     |
| 中国式山城                     |        |                    |                                        |                                                           |                                                                                       |                |              |              |                        |
| 九州                           | 筑前国 | 怡土城             | 福冈县丝岛市、福冈市                   | 33°32′53.70″N 130°16′7.05″E / 33.5482500°N 130.2686250°E  | 筑城开始：天平胜宝8年（756年） 完成：神护景云2年（768年）                             | 怡土城址       | 国家史迹     | 1938年       | （页面存档备份，存于） |
| 神笼石系山城 / 神笼石式山城    |        |                    |                                        |                                                           |                                                                                       |                |              |              |                        |
| 濑户内                         | 播磨国 | 播磨城山城         | 兵库县龙野市                           | 34°53′48.45″N 134°31′35.11″E / 34.8967917°N 134.5264194°E | 未载                                                                                  | 无             | 无           | 无           | 无                     |
| 濑户内                         | 备前国 | 大回小回山城       | 冈山县冈山市                           | 34°43′24.99″N 134°1′19.32″E / 34.7236083°N 134.0220333°E  | 未载                                                                                  | 大回小回山城址 | 国家史迹     | 2005年       | （页面存档备份，存于） |
| 濑户内                         | 备中国 | 鬼之城             | 冈山县总社市                           | 34°43′35.56″N 133°45′46.49″E / 34.7265444°N 133.7629139°E | 未载                                                                                  | 鬼城山         | 国家史迹     | 1986年       | （页面存档备份，存于） |
| 濑户内                         | 周防国 | 石城山城           | 山口县光市、熊毛郡田布施町             | 33°59′14.52″N 132°2′26.57″E / 33.9873667°N 132.0407139°E  | 未载                                                                                  | 石城山神笼石   | 国家史迹     | 1935年       | （页面存档备份，存于） |
| 濑户内                         | 讚岐国 | 城山城             | 香川县坂出市、丸龟市                   | 34°17′22.99″N 133°53′23.19″E / 34.2897194°N 133.8897750°E | 未载                                                                                  | 城山           | 国家史迹     | 1951年       | （页面存档备份，存于） |
| 濑户内                         | 伊予国 | 永纳山城           | 愛媛县西条市                           | 33°58′40.30″N 133°3′21.25″E / 33.9778611°N 133.0559028°E  | 未载                                                                                  | 永纳山城址     | 国家史迹     | 2005年       | （页面存档备份，存于） |
| 九州                           | 筑前国 | 鹿毛馬城           | 福冈县饭塚市                           | 33°40′35.49″N 130°44′8.54″E / 33.6765250°N 130.7357056°E  | 未载                                                                                  | 鹿毛马神笼石   | 国家史迹     | 1945年       | （页面存档备份，存于） |
| 九州                           | 筑前国 | 雷山城             | 福冈县丝岛市                           | 33°30′0.16″N 130°13′6.49″E / 33.5000444°N 130.2184694°E   | 未载                                                                                  | 雷山神笼石     | 国家史迹     | 1932年       | （页面存档备份，存于） |
| 九州                           | 筑前国 | 杷木城             | 福冈县朝仓市                           | 33°21′22.82″N 130°49′41.43″E / 33.3563389°N 130.8281750°E | 未载                                                                                  | 杷木神笼石     | 国家史迹     | 1972年       | （页面存档备份，存于） |
| 九州                           | 筑前国 | 阿志岐山城         | 福冈县筑紫野市                         | 33°29′36.97″N 130°33′47.28″E / 33.4936028°N 130.5631333°E | 未载                                                                                  | 阿志岐山城址   | 国家史迹     | 2011年       | （页面存档备份，存于） |
| 九州                           | 筑后国 | 高良山城           | 福冈县久留米市                         | 33°17′52.41″N 130°34′28.61″E / 33.2978917°N 130.5746139°E | 未载                                                                                  | 高良山神笼石   | 国家史迹     | 1953年       | （页面存档备份，存于） |
| 九州                           | 筑后国 | 女山城             | 福冈县三山市                           | 33°9′47.90″N 130°31′8.32″E / 33.1633056°N 130.5189778°E   | 未载                                                                                  | 女山神笼石     | 国家史迹     | 1953年       | （页面存档备份，存于） |
| 九州                           | 丰前国 | 御所之谷城         | 福冈县行桥市、京都郡京都町             | 33°40′29.61″N 130°55′48.49″E / 33.6748917°N 130.9301361°E | 未载                                                                                  | 御所之谷神笼石 | 国家史迹     | 1953年       | （页面存档备份，存于） |
| 九州                           | 丰前国 | 唐原山城           | 福冈县筑上郡上毛町                     | 33°33′53.51″N 131°9′38.16″E / 33.5648639°N 131.1606000°E  | 未载                                                                                  | 唐原山城址     | 国家史迹     | 2005年       | （页面存档备份，存于） |
| 九州                           | 肥前国 | 帯隈山城           | 佐贺县佐贺市、神埼市                   | 33°20′8.68″N 130°20′4.05″E / 33.3357444°N 130.3344583°E   | 未载                                                                                  | 帯隈山神笼石   | 国家史迹     | 1951年       | （页面存档备份，存于） |
| 九州                           | 肥前国 | Otsubo山城         | 佐贺县武雄市                           | 33°10′38.97″N 130°3′27.21″E / 33.1774917°N 130.0575583°E  | 未载                                                                                  | Otsubo山神笼石 | 国家史迹     | 1966年       | （页面存档备份，存于） |
| 其他（有学说认为属于古代山城） |        |                    |                                        |                                                           |                                                                                       |                |              |              |                        |
|                                | 近江国 | 三尾城             | （推定）滋贺县高岛市                   |                                                           | 天武天皇元年（672年）                                                                 | 无             | 无           | 无           | 无                     |

1. 1 2  三野城和稻积城具体位置和类型不明，不同学说对其有不同推测。有博多湾沿岸（筑前国那珂郡美野站附近、福冈县丝岛市志摩稻留）朝鲜山城说、南九州（日向国儿汤郡三纳乡、大隅国桑原郡稻积乡）防御隼人的城栅说、以及较新的认为三野城与属于耳纳山系（日语：耳納山地）的高良山城同类的学说。
2. ↑  三尾城见于《日本书纪》中《壬申之乱》章节。一说是为了防御近江大津宫的北方（日本海方向）而建设的古代山城。现在位置不明。

- 高安城址
- 屋岛城址
- 基肄城址
- 鞠智城址
- 金田城址
- 大回小回山城址
- 石城山城址
- 城山城址
- 永纳山城址
- 鹿毛马城址
- 雷山城址
- 高良山城址
- 女山城址
- Otsubo山城址